# Esquadrão de Norrbotten
O Esquadrão de Norrbotten (em sueco: Norrbottens flygflottilj; também designado como F 21 Luleå ou simplesmente F 21) é uma unidade da Força Aérea da Suécia sediada em Luleå, uma cidade do Norte da  Suécia.

Tem a sua base em Luleå, ocupando uma parte do aeroporto civil de Luleå, e dispõe ainda de aeródromos de manobra e instrução em Jokkmokk e Vidsel.

Partilha com o Esquadrão de Blekinge e a Escola Prática de Combate Aéreo a responsabilidade do controle do espaço aéreo sueco.

## Organização
Esta unidade dispõe de divisões de caças JAS 39 Gripen, com capacidade de resposta rápida em caso de incidente de segurança aeronáutica.

O seu pessoal é constituído por 750 pessoas, incluindo oficiais profisssionais, militares permanentes e funcionários civis.

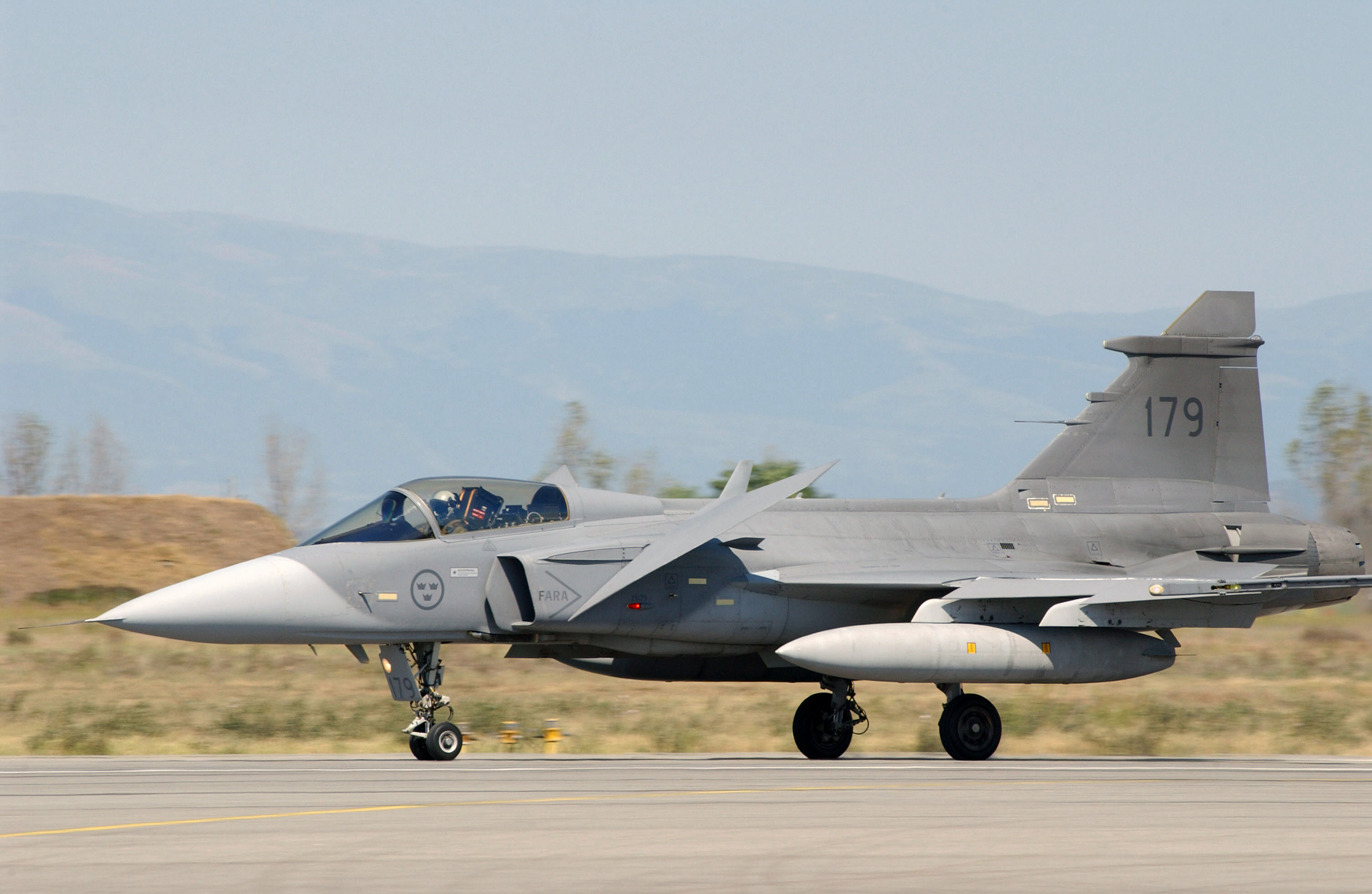
JAS 39 Gripen
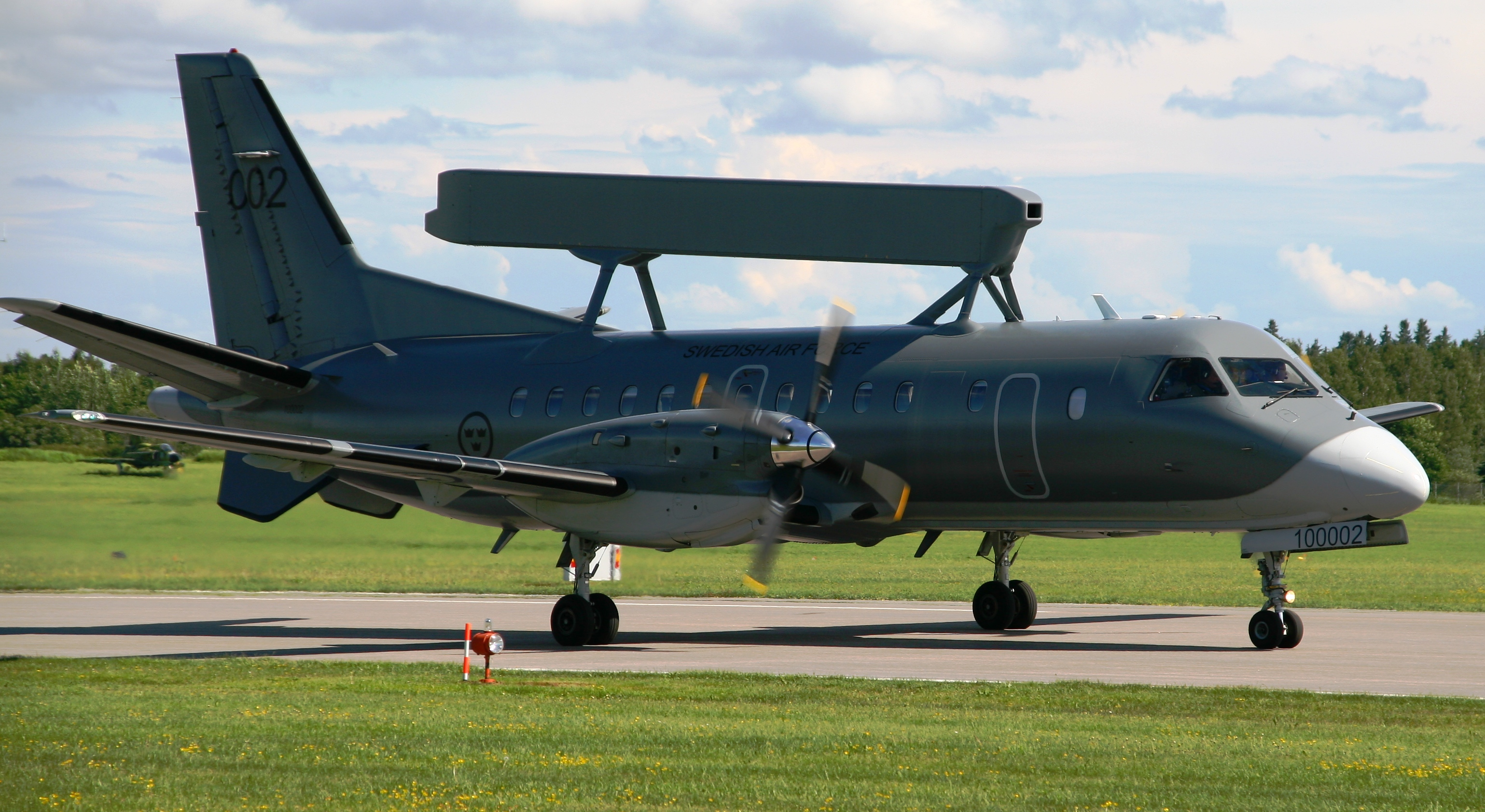
Uma aeronave de transporte de passageiros Saab 340